# Střílky
Střílky är en ort i Tjeckien.   Den ligger i regionen Zlín, i den östra delen av landet, 230 km sydost om huvudstaden Prag. Střílky ligger 369 meter över havet och antalet invånare är 682.
Terrängen runt Střílky är huvudsakligen kuperad, men västerut är den platt.Runt Střílky är det ganska tätbefolkat, med 80 invånare per kvadratkilometer. Närmaste större samhälle är Uherské Hradiště, 19,4 km öster om Střílky. I omgivningarna runt Střílky växer i huvudsak blandskog.